# Prionopelta marthae
Prionopelta marthae é uma espécie de formiga do gênero Prionopelta.